# Ilias Splinter
Ilias Splinter, né le 26 mai 2005, est un footballeur néerlandais qui évolue au poste de milieu ou arrière gauche à l'AZ Alkmaar.

## Biographie

### Carrière en club
Formé à l'AZ Alkmaar, Ilias Splinter évolue notamment avec les moins de 17 ans lors de la saison 2021-22.

### Carrière en sélection
Ilias Splinter est international néerlandais en équipe de jeunes dès 2021. En avril 2022, il est sélectionné avec l'équipe de Pays-Bas des moins de 17 ans pour l'Euro 2022.
Initialement remplaçant, il est titulaire pour le dernier match de poule contre la France, une victoire 3-1 face aux futurs vainqueurs. Les Néerlandais se qualifient ensuite pour la finale du tournoi, après avoir battu l'Italie 2-1 en quart, puis avec une victoire aux tirs au but face à la Serbie en demi-finale, à la suite d'un score de 2-2 à la fin du temps réglementaire.

## Palmarès
| Pays-Bas -17 ans - Championnat d'Europe -17 ans : - Finaliste : 2022. |